# Susanna Centlivre

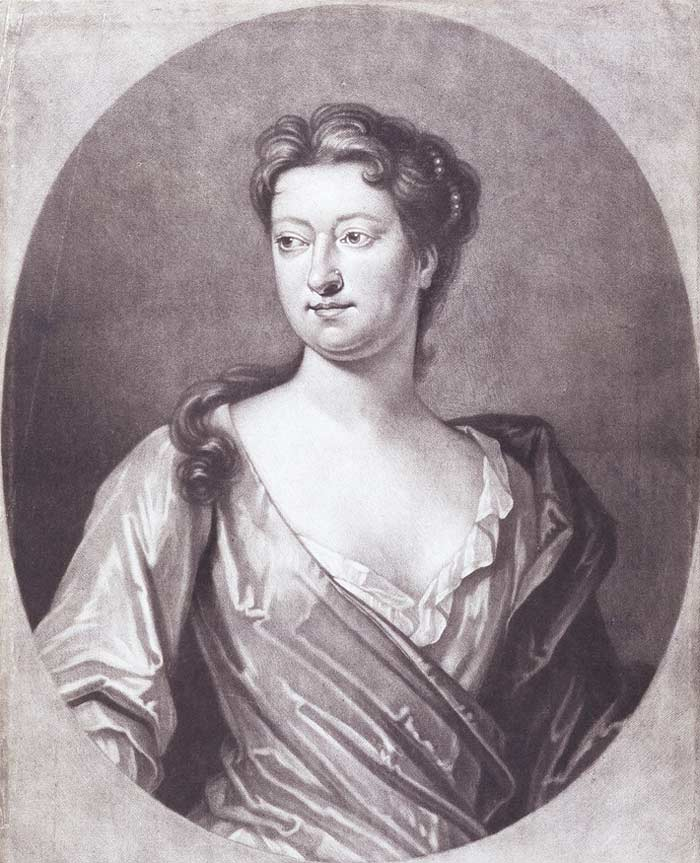
Susanna Centlivre, Mezzotinto von Peter Pelham, 1720

Susanna Centlivre, geborene Freeman, aus vorheriger Ehe Susanna Carroll (* ca. 1669 in Lincolnshire; † 1. Dezember 1723 in London), war eine englische Dichterin, Schauspielerin und Dramatikerin. Sie gilt als eine der „erfolgreichsten weiblichen Dramatikerinnen des 18. Jahrhunderts“. Centlivres Stücke wurden über lange Zeit in den Theatern gespielt.S. 3 Während ihrer langen Karriere am Theatre Royal Drury Lane wurde sie als die zweite Frau der englischen Bühne nach Aphra Behn bekannt.

## Leben
Die Hauptquelle für Informationen über Centlivres frühes Leben ist Giles Jacob, der behauptete, er habe einen Bericht darüber direkt von ihr erhalten. Dieser wurde in The Poetical Register von 1719 veröffentlicht, enthält jedoch nur wenige Informationen über ihr frühes Leben. Centlivre wurde wahrscheinlich am 20. November 1669 als Susanna Freeman in Whaplode, Lincolnshire, getauft, als Tochter von William Freeman aus Holbeach. Lincolnshire, und seiner Frau Anne, der Tochter von Mr. Marham, einem Gentleman aus Lynn Regis, Norfolk. Ihr Vater war ein Parlamentarier, weshalb die Familie in der Stuart-Restauration Verfolgungen ausgesetzt war. Mehrere biografische Quellen geben an, dass Holbeach ihr möglicher Geburtsort war oder zumindest der Ort, an dem sie ihre Kindheit verbrachte. Ihr frühes Leben ist nicht ganz geklärt, aber es wird allgemein angenommen, dass ihr Vater starb, als sie drei Jahre alt war, ihre Mutter kurz nach ihrer Wiederverheiratung starb, und ihr Stiefvater bald darauf erneut heiratete.S. 5 Misshandlung durch die neue Stiefmutter könnte Centlivre dazu veranlasst haben, ihr Elternhaus vor ihrem 15. Lebensjahr zu verlassen.
Es gibt zwei Geschichten, die von ihrem Übergang zur Schauspielerei und ihrer Ankunft in London erzählen. In der romantischen Version wurde Centlivre von Anthony Hammond, einem Studenten des St John’s College in Cambridge, weinend am Straßenrand gefunden. Begeistert von ihren Manieren und ihrem guten Aussehen, schmuggelte er sie in sein College, wo sie als männlicher „Cousin Jack“ verkleidet wurde. Dort blieb sie einige Monate lang versteckt, um Grammatik zu lernen und sich „einige Begriffe der Logik, Rhetorik und Ethik“ anzueignen, bevor sie zu viel Aufmerksamkeit erregte und beschloss, nach London zu gehen. Das glaubwürdigere Szenario sieht vor, dass sie sich in Stamford (ca. 15 Kilometer von Holbeach entfernt) einer Truppe von Wanderschauspielern anschloss, wo sie sich mit Hosenrollen einen Namen machte, für die sie sich aufgrund einer kleinen Zyste auf ihrem linken Augenlid, das ihr eine maskuline Ausstrahlung verlieh, besonders geeignet haben soll. Centlivres Geschick in solchen Rollen soll viele Männer bezaubert haben, vor allem einen Mr. Fox, der, als sie sechzehn war, Centlivres erster Ehemann werden sollte, aber weniger als ein Jahr später starb. Nach dem Tod von Fox soll Centlivre einen Armeeoffizier namens Carroll geheiratet haben, der eineinhalb Jahre nach der Hochzeit bei einem Duell starb. Den Namen Carroll behielt sie bis zu ihrer nächsten Heirat bei. Obwohl vieles über ihre frühen Jahre nur Spekulation ist, sind sich die Biographen einig, dass Centlivre sich ihr Wissen überwiegend durch Lesen und Konversation selbst angeeignet hat. Betrachtet man ihre Verwendung französischer Dramen, so ist es nicht schwer zu erkennen, dass Centlivre auch über fundierte Kenntnisse der französischen Sprache verfügte.S. 7–12
Centlivre verbrachte dann einen Großteil ihrer Zeit in London, wo sie sich dem Schreiben zuwandte, auch um finanziell über die Runden zu kommen.S. 15 Bis 1706 hatte sich Centlivre in Anfängen einen Namen als Dramatikerin gemacht, war aber immer noch auf die finanzielle Unterstützung durch das Schauspielen angewiesen. Bei einer Aufführung von Nathaniel Lees Tragödie The Rival Queens, or the Death of Alexander the Great für den Hof von Windsor Castle wurde Joseph Centlivre auf sie aufmerksam. Obwohl er aus einer niedrigeren sozialen Schicht stammte und nur ein Yeoman of the mouth to Queen Anne, also ein Koch war, heirateten sie am 23. April 1707.S. 92 f. Es gibt keine Hinweise darauf, wo sie in den ersten sieben Jahren ihrer Ehe wohnten. Ende 1712 oder Anfang 1713 zogen die Centlivres schließlich an den Buckingham Court, wo sie nach dem Admiralitätsbüro die höchste Miete zahlten.S. 149  Nach einer langen, glanzvollen Karriere, in der sie literarisch hoch angesehen war und Gedichte, Briefe, Bücher und vor allem Theaterstücke verfasste, starb Susanna Centlivre am 1. Dezember 1723 an den Folgen einer schweren Krankheit, die sie sich 1719 zugezogen hatte. Die Evening Post, das London Journal, das British Journal und das Weekly Journal meldeten alle über ihren Tod.S. 244 Centlivres Leichnam wurde drei Tage nach ihrem Tod in St Paul’s, Covent Garden, beigesetzt. Ihr Ehemann starb etwas mehr als ein Jahr später.

## Werke 1700–1710

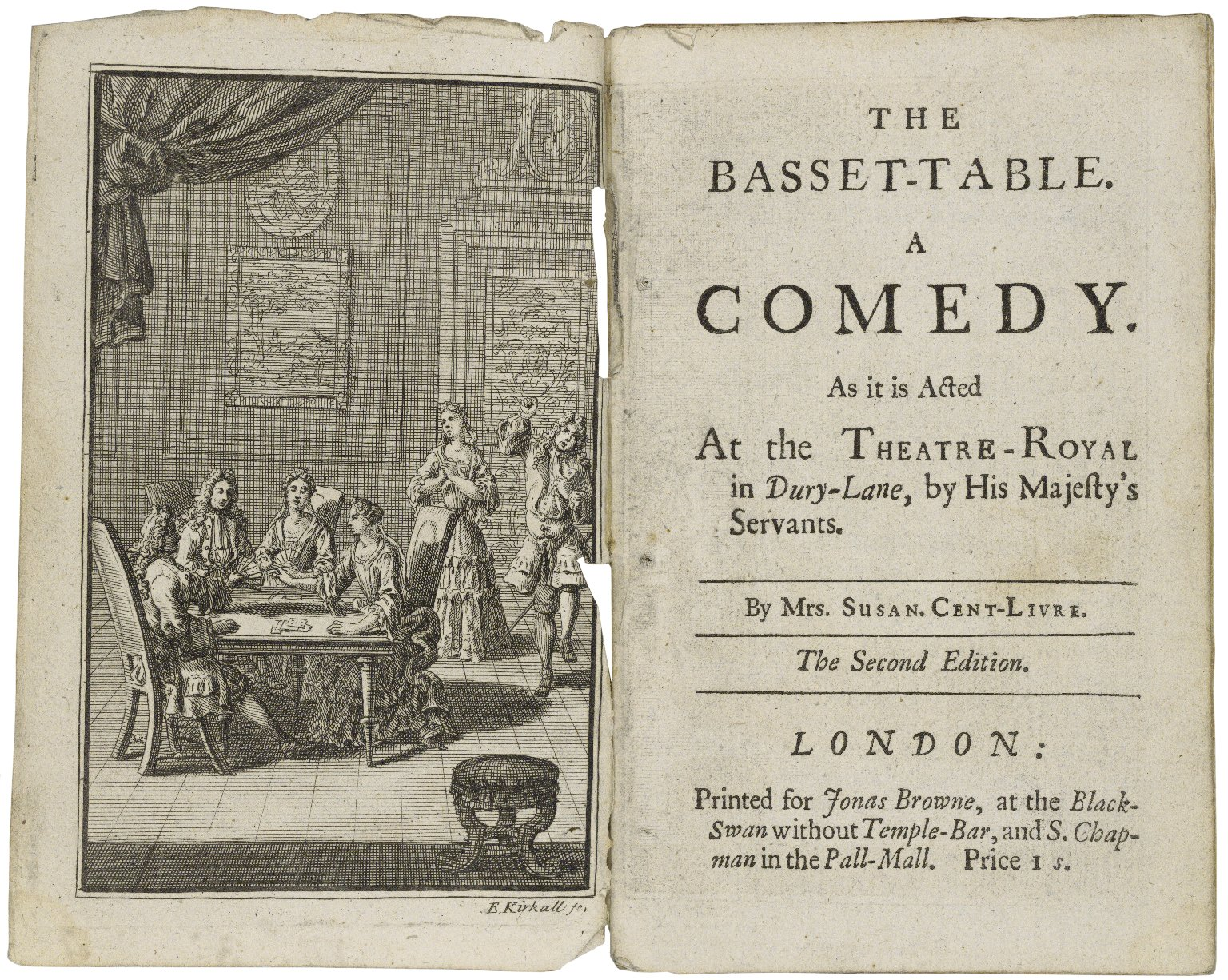
The Basset Table, 1706, Titelseite und Frontispiz

Giles Jacob berichtet vom ersten Gedicht Centlivres im Alter von sieben Jahren. Ihr erstes veröffentlichtes Werk, eine Serie von fünf Briefen, erschien jedoch erst im Mai 1700. Diese Briefe enthalten spielerische, witzige Scherze zwischen ihr und ihrem Korrespondenten. Obwohl sie noch am Anfang ihrer Karriere steht, wird sie als kluge Frau gelobt. Im Juli 1700 veröffentlicht Abel Boyer eine zweite Reihe von Centlivres Briefen, in einer Sammlung verschiedener Autoren. Diesmal veröffentlichte Centlivre die Briefe unter dem Namen Astrea, einem Pseudonym, das zuvor von Aphra Behn verwendet worden war, was wahrscheinlich auf den Wunsch nach öffentlicher Aufmerksamkeit zurückzuführen war. In den Briefen ist der Austausch zwischen Astrea und Celadon (Captain William Ayloffe) aufgrund der intensiven romantischen Andeutungen von besonderem Interesse. Die Biographen sind sich jedoch einig, dass es sich dabei lediglich um eine Übung für die Form des Briefromans handelt.S. 15–19
Auch in der Korrespondenz mit George Farquhar, der gelegentlich auch unter dem Namen Celadon veröffentlichte, erhalten wir einen Einblick in Centlivres Poesie. Auch hier ist es schwer, eine eindeutige romantische Beziehung zwischen Farquhar und Centlivre anzunehmen; möglicherweise waren die Briefe für die Öffentlichkeit bestimmt.S. 31 Centlivre schrieb im September 1700 weiter, als sie ein Gedicht, Of Rhetorick, unter dem Namen Polumnia zu The Nine Muses beitrug, einer elegischen Gedichtsammlung, die auf dem Grab von John Dryden hinterlassen wurde.
Im Oktober 1700 veröffentlichte Centlivre ihr erstes Theaterstück, The Perjur'd Husband: or, The Adventures of Venice. Diese Tragikomödie (obwohl sie damals als Tragödie angesehen wurde) wurde am Theatre Royal Drury Lane aufgeführt und fand laut Centlivre „allgemeinen Beifall“.S. 33 Es wurde unter Centlivres eigenem Namen veröffentlicht, und im Prolog wurde die weibliche Autorenschaft mit Stolz hervorgehoben. Ende 1700 war Centlivre mit einer langen Liste von literarischen Bekannten und Schauspielern in London gut etabliert.S. 41
Ihr nächstes Stück, The Beau’s Duel, wurde im Juni 1702 aufgeführt. Das Stück, das an sich gut ankam, erlebte aber keine lange Bühnenlaufzeit. In den folgenden etwa fünf Jahren war Centlivre mit ihren Werken weniger erfolgreich. Ihre nächsten beiden Stücke, The Stolen Heiress (Dezember 1702) und Love’s Contrivance (Juni 1703), wurden unter Verheimlichung des Geschlechts der Autorin aufgeführt. Obwohl sie gut ankamen, wurden alle bisherigen Stücke von Centlivre zu ungünstigen Zeitpunkten aufgeführt,S. 51 erst Love's Contrivance durch die Theatertruppe drei Abende lang aufgeführt werden (zusätzlich zu einigen späteren Aufführungen und einer späteren Wiederaufnahme drei Jahre nach ihrem Tod). Die nächste Komödie von Centlivre, The Gamester, wurde im Februar 1705 uraufgeführt. Darin erklärte sie ihre Absicht, das Glücksspiel zu reformieren. Dieses Stück war Centlivres bisher erfolgreichstes und wurde in den folgenden Jahren häufig wieder aufgeführt.S. 60–64
1705 schrieb Centlivre, in einem kurzen Moment abseits des Theaters, ein Lobgedicht für eine Sammlung von Sarah Fyge Egerton. Centlivre setzte das Thema des Glücksspiels in ihrem nächsten Stück mit dem Titel The Basset Table fort, das im November 1705 aufgeführt wurde. Obwohl die Autorenschaft nicht explizit genannt wird, wird das Stück im Epilog indirekt einer Frau zugeschrieben. Nach dem Erfolg von The Basset Table schrieb Centlivre Love at a Venture und brachte es 1706 zur Aufführung.
Centlivre war damit eine sehr erfolgreiche professionelle Dramatikerin. Ein ähnlich renommierter Dramatiker, Colley Cibber, wurde beschuldigt, Teile von Love at a Venture entlehnt zu haben, um sein eigenes Stück, The Double Gallant, zu schreiben. Offensichtlich zum Ausgleich akzeptierte er eine Rolle in Centlivres nächstem Stück, The Platonick Lady (November 1706).S. 83 Nachdem sie der anonymen Autorenschaft überdrüssig geworden war, nutzte Centlivre das Vorwort zu The Platonick Lady, um ihre Abneigung gegen die Einstellung der Gesellschaft zu weiblichen Autoren zum Ausdruck zu bringen.  Nach ihrer dritten Ehe nahm sich Centlivre eine Auszeit. Diese Entscheidung erwies sich als richtig, denn in dieser Zeit entstand ihre erfolgreichste Komödie, The Busie Body (Mai 1709).S. 94  Das Stück lief dreizehn Abende lang, was für die damalige Zeit bemerkenswert war, und wurde in der folgenden Spielzeit wieder aufgenommen.
Centlivres nächstes Stück, The Man’s Bewitch’d, wurde im Dezember 1709 uraufgeführt und persiflierte die Tory-Gentlemen. Diese politische Satire erschien während eines laufenden Wahlkampfes, und die Tory-Presse schlug zurück. Die Wochenzeitschrift Female Tatler druckte ein „Interview“ ab, das sie angeblich mit Centlivre geführt hatte, in dem sie die eigene Schauspielertruppe beschimpfte und ihnen die Schuld für alle ihre Misserfolge gab. Die Schauspieler waren kurz davor, ihr den Rücken zu kehren, bevor sie sie davon überzeugen konnte, dass sie das Opfer eines politisch inspirierten Schwindels war.

## Werke 1710–1723

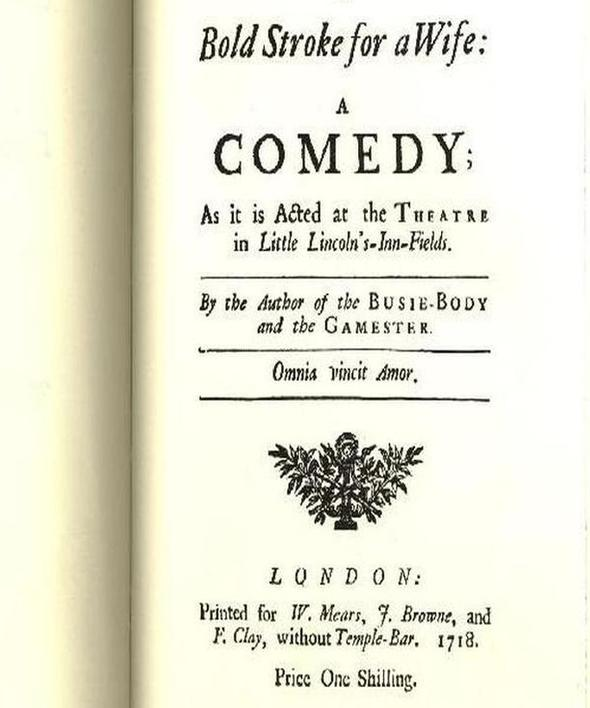
A Bold Stroke for a Wife, 1718, Titelseite

Alle späteren Werke von Centlivre sind eindeutig gegen die Torys und für die Whigs gerichtet, „vor allem durch die Charaktere der Tory-Väter oder -Vormünder, deren Parteieifer ein weiteres Hindernis für das Glück von jungen Liebenden darstellt, die immer zu den Whigs tendieren“. Im März 1710 veröffentlichte Centlivre A Bickerstaff’s Burying, eine politische Satire. Trotz des Risikos, Queen Anne zu verärgern, scheute sich Centlivre nicht, die hannoversche Erbfolge offen zu unterstützen. Als Nächstes nahm Centlivre es auf sich, eine Fortsetzung des erfolgreichen The Busie Body zu schreiben, mit dem Titel Marplot, or, The Second Part of the Busie Body (Dezember 1710). Obwohl es nicht die gleiche Aufmerksamkeit wie sein Vorgänger erhielt, wurde es sieben Mal aufgeführt.S. 138 Die Fortsetzung spiegelt Centlivres anhaltendes Interesse an Politik wider, insbesondere am Kampf zwischen Whig und Tory. Erneut wandte sich Centlivre der Poesie zu und verfasste ein Lobgedicht über die Genesung der Tochter des  Duke of Newcastle. Auch wenn dieses Thema dem modernen Leser seltsam erscheinen mag, folgte Centlivre lediglich dem konventionellen Protokoll, um sich die Gunst des Publikums zu sichern.
Mit ihrer nächsten Komödie, The Perplex’d Lovers (Januar 1712), nahm Centlivre eine unverblümte politische Haltung ein. Die meisten ihrer Stücke in den nächsten fünf Jahren standen in direktem Zusammenhang mit dem Aufstieg der Whigs und des Hauses Hannover.S. 142 ff. Der Erfolg des Stücks hielt sich in Grenzen, und es wurde nur drei Abende lang aufgeführt. Die Theaterdirektoren verboten den Epilog aus Angst vor Gegenreaktionen.
Im Jahr 1713, nach dem Umzug in das neue Haus am Buckingham Court, schrieb Centlivre zwei Gedichte. Das erste Gedicht ist eine Antwort auf eine brillante Leistung von Anne Oldfield in einem Theaterstück. Das zweite mit dem Titel The Masquerade ist an den französischen Botschafter, Louis, duc d’Aumont, gerichtet.S. 149 f.  Centlivres nächstes Stück war The Wonder (April 1714), eine Komödie. Sie widmete das Stück dem damaligen Duke of Cambridge. Dieser politische Schachzug, mit dem sie ihre Loyalität gegenüber dem Haus Hannover unter Beweis stellte, war zwar riskant, zahlte sich aber für Centlivre aus, als der Herzog als König Georg I. den Thron bestieg. In einem ironischen autobiografischen Gedicht, A Woman's Case, kann man ihre Schadenfreude sehen. The Wonder war nicht nur ein politisches Stück, sondern auch ein Erfolg und vor allem die Aufführung, die der berühmte Schauspieler und Dramatiker David Garrick wählte, um am 10. Juni 1776 von der Bühne Abschied zu nehmen. Centlivres nächste beiden Stücke, A Gotham Election und A Wife Well Manag'd, wurden 1715 veröffentlicht (obwohl A Gotham Election erst 1724 aufgeführt werden sollte) und fielen unter ihr inzwischen gängiges Thema, die politische Farce. Diese beiden Stücke zeigen, dass Centlivre mit ihrer Darstellung sozialer Probleme im Theater ihrer Zeit voraus war.S. 160 ff.
1716 trug Centlivre als Reaktion auf die Krankheit und den anschließenden Rücktritt eines Whig-Führers ein Gedicht zu einer kleinen Publikation mit dem Titel State Poems bei. Ihr Beitrag war die Ode an die Hygeia,S. 166 der sie eine Reihe von Gedichten folgen ließ, mit denen sie auf das politische Klima der Zeit reagierte. Nach den Angriffen des Satirikers Alexander Pope auf Centlivre und andere veröffentlichte sie zusammen mit dem Autor Nicholas Rowe ihr nächstes Stück, The Cruel Gift (Dezember 1716). Es war ihr erstes heroisches Drama: Es wurde gut aufgenommen und im selben Jahr sieben Mal aufgeführt.S. 209 f. Im Februar 1718 veröffentlichte Centlivre A Bold Stroke for a Wife. Diese komische Farce war sehr erfolgreich und wird von einigen als ihr bestes Stück angesehen. Es ist das einzige Stück, für das Centlivre vollständige Originalität beansprucht. (Es war nicht unüblich, dass Dramatiker verschiedene Handlungsstränge und Figuren aus anderen Werken übernahmen.)S. 212 ff.
Im Jahr 1717 setzte Centlivre ihre politischen Werke fort und widmete sich dem schwedischen König Karl XII. Als Antwort auf Karls Drohungen veröffentlichte sie ein Gedicht mit dem Titel An Epistle from a Lady of Great Britain to the King of Sweden, on the intended Invasion. Zwei Gedichte widmete sie Nicholas Rowe 1718. Das erste wurde während eines Besuchs in ihrer Heimatstadt Holbeach geschrieben und trägt den Titel From the Country, To Mr. ROWE in Town. M.DCC.XVIII. Das zweite Gedicht entstand nach Rowes Tod und trägt den Titel A PASTORAL TO THE Honoured Memory of Mr. ROWE. Die Aufrichtigkeit der Elegie brachte Centlivre positive Aufmerksamkeit.S. 219 ff.
Im Jahr 1719 erkrankte Centlivre schwer. Obwohl die Auswirkungen dieser Krankheit bis zu ihrem Tod andauern sollten, schrieb sie weiter. Im Jahr 1720 wurden zwei weitere Gedichte veröffentlicht. Beide sind in Anthony Hammonds A New Miscellany of Original Poems, Translations, and Imitations enthalten. Im Anschluss daran veröffentlichte Centlivre ein Gedicht mit dem Titel A Woman’s CASE: in an Epistle to CHARLES JOYE, Esq; Deputy-Governor of the South Sea, das ihre politischen Verbindungen nachzeichnet und ihre Beziehung zu ihrem Ehemann beleuchtet.S. 226 Sie schrieb bis zu ihrem Tod weiter Gedichte. Ihr letztes Theaterstück, The Artifice, wurde im Oktober 1722 aufgeführt und veröffentlicht.

## Rezeption

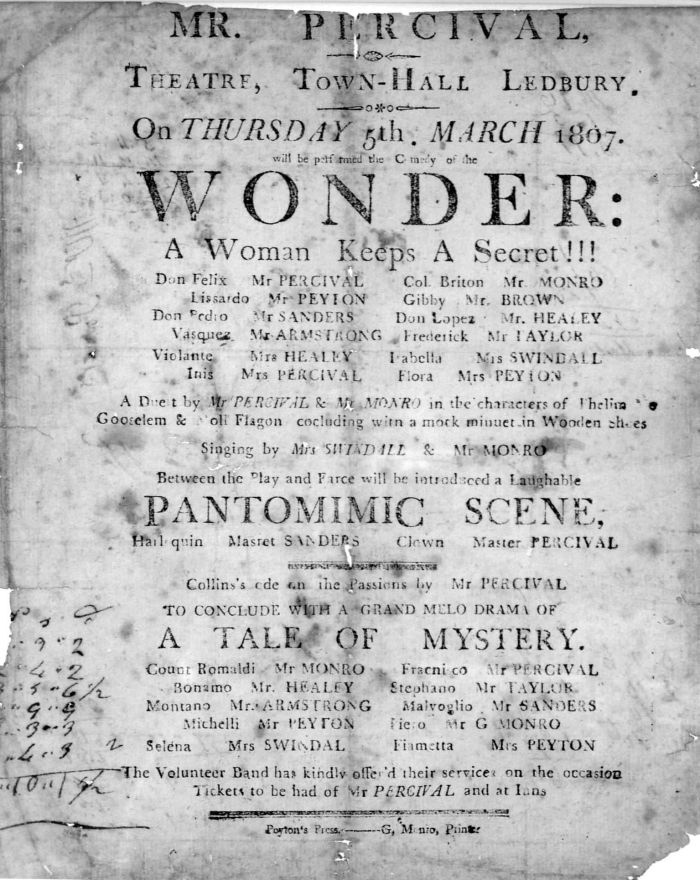
Plakat der Inszenierung von Centlivres The Wonder: A Woman Keeps A Secret!!! von 1807

Centlivre äußerte sich positiv über das politische, wirtschaftliche und juristische System Englands. In ihren Stücken ging es oft um das Thema der Freiheit in den Bereichen Ehe und Bürgerschaft.  Ihre Stücke waren beim Publikum offensichtlich beliebt, aber weniger bei Literaturkritikern wie William Hazlitt, der sich herablassend über sie äußerte. Der Satiriker Alexander Pope empfand ihre Texte aus politischen und religiösen Gründen als anstößig und hielt sie für eine Bedrohung würdigerer Dramatiker, da sie sich dem populären Geschmack anbiederte. Er unterstellt, dass sie an Edmund Curlls antikatholischem Pamphlet The Catholic Poet: or, Protestant Barnaby's Sorrowful Lamentation mitgewirkt hatte.
Ungeachtet der Meinung ihrer Zeitgenossen wurden ihre Stücke noch lange nach ihrem Tod aufgeführt.

## Werke
Theaterstücke
- The Perjur’d Husband: or, The Adventures of Venice (1700)
- The Beau’s Duel; or, A Soldier for the Ladies (1702)
- The Stolen Heiress; or, the Salamanca Doctor Outplotted (1702, veröffentlicht 1703)
- Love’s Contrivance (1703)
- The Gamester (1705)
- The Basset Table (1705)[7]
- Love at a Venture (1706)
- The Platonick Lady (1706)
- The Busie Body (1709)[7]
- The Man’s Bewitched; or, the Devil to Do About Her (1709)
- A Bickerstaff's Burying; or, Work for the Upholders (1710)
- Marplot; or, the Second Part of The Busie Body (1710, veröffentlicht 1711)
- The Perplex’d Lovers (1712)
- The Wonder: A Woman Keeps A Secret!!! (1714)[8][7]
- A Gotham Election (1715, nicht aufgeführt)
- A Wife Well Managed (1715, aufgeführt 1724)
- The Cruel Gift (1716, veröffentlicht 1717)
- A Bold Stroke for a Wife (1718)[9]
- The Artifice (1722)

Lyrik
- Polminia: Of Rhetorick (1700, unconfirmed)
- To Mrs. S.F. on her incomparable Poems (1706)
- The Masquerade, A Poem, Humbly Inscribed to his Grace the Duke D’Aumont (1713)
- On the Right Honourable Charles Earl of Halifax being made Knight of the Garter (1714)
- A Poem Humbly Presented to His Most Sacred Majesty George, King of Great Britain, France, and Ireland. Upon his Accession to the Throne (1714)
- An Epistle to Mrs. Wallup, Now in the Train of Her Royal Highness, The Princess of Wales (1714)
- To Her Royal Highness, the Princess of Wales. At her Toylet, on New-Years Day (1715)
- Ode to Hygeia (1716)
- Upon the Bells ringing at St. Martins in the Fields, on St. George’s Day, 1716, being the Anniversary of Queen Anne’s Coronation (1716)
- These Verses were writ on King George's Birth-Day, by Mrs. Centlivre, and sent to the Ringers while the Bells were ringing at Holbeach in Lincolnshire (1716)
- An Epistle to the King of Sweden from a Lady of Great-Britain (1717)
- A Woman's Case: In an Epistle to Charles Joye, Esq; Deputy-Governor of the South-Sea (1720)
- From the Country, to Mr. Rowe in Town (1720)
- A Pastoral to the Honoured Memory of Mr. Rowe (1720)
- To the Duchess of Bolton, Upon seeing her Picture drawn unlike her (1720)
- To the Earl of Warwick, on his Birthday (1720)
- Letter on the Receipt of a Present of Cyder (1721)

Prosa (unter dem Pseudonym Astraea)
- Familiar and Courtly Letters (1700)
- The Second Volume of Familiar Letters (1701)
- Letters of Wit, Politicks and Morality (1701)